# Rough (film)
Rough (ラフ?, Rough, Rafu) è un film del 2006 diretto da Kentarô Ohtani.
Il film è stato distribuito nelle sale giapponesi il 26 agosto 2006 dalla Toho ed è ispirato all'omonimo manga di Mitsuru Adachi.

## Colonna sonora
- Tema musicale: Guarana (ガラナ?, Garana), cantata da Sukima Switch
- Insert song: 
  - Touching the Future (ふれて未来を?, Furete Mirai o) cantata da Sukima Switch
  - Full-Powered Boys (全力少年?, Zenryoku Shōnen) cantata da Sukima Switch
  - Kanade (奏?) cantata da Sukima Switch
  - Forever with You (君といつまでも?, Kimi to Itsumademo) cantata da Yūzō Kayama